# Kościół Najświętszej Maryi Panny Anielskiej w Kleszczowie
Kościół NMP Anielskiej w Kleszczowie – kościół należący do parafii NMP Anielskiej w Kleszczowie.
Został wybudowany w 1978 roku z funduszy gminnych w czasie pełnienia funkcji ks. proboszcza Czesława Jabłońskiego. Świątynia została wybudowana w miejsce starego kościoła drewnianego. Kościół zbudowany jest z czerwonej cegły, dach pokryty jest blado żółtą dachówką. W pobliżu bram kościoła stoi 25-metrowy krzyż, a u jego podstawy tablica informacyjna.
We wnętrzu znajduje się 23-metrowy ołtarz, zbudowany z drewna, z figurą NMP Anielskiej.

## Okolice kościoła
Obok kościoła znajduje się pomnik Jana Pawła II, przy którym w rocznicę śmierci papieża odprawiana jest msza św.  W przykościelnych ogrodach stoi pomnik św. Barbary, ufundowany przez tutejszą kopalnię węgla brunatnego. Co roku w Barbórkę odprawiana jest przy nim msza z udziałem biskupa,  górników oraz ich zakładowej orkiestry. Po prawej stronie umiejscowiony jest pomnik NMP oraz krzyż z Jezusem. Oprócz pomników znajdują się 100-letnie wierzby płaczące oraz parking samochodowy.